# Székelybetlenfalva
Koordináták: é. sz. 46° 19′ 26″, k. h. 25° 19′ 18″46.323889°N 25.321667°E
Székelybethlenfalva (korábban Bethlenfalva, románul Beclean) egykor önálló falu, ma Székelyudvarhely városrésze Romániában, Hargita megyében.

## Fekvése
Székelyudvarhely központjától 3 km-re északkeletre, a Nagy-Küküllő bal partján fekszik.

## Története

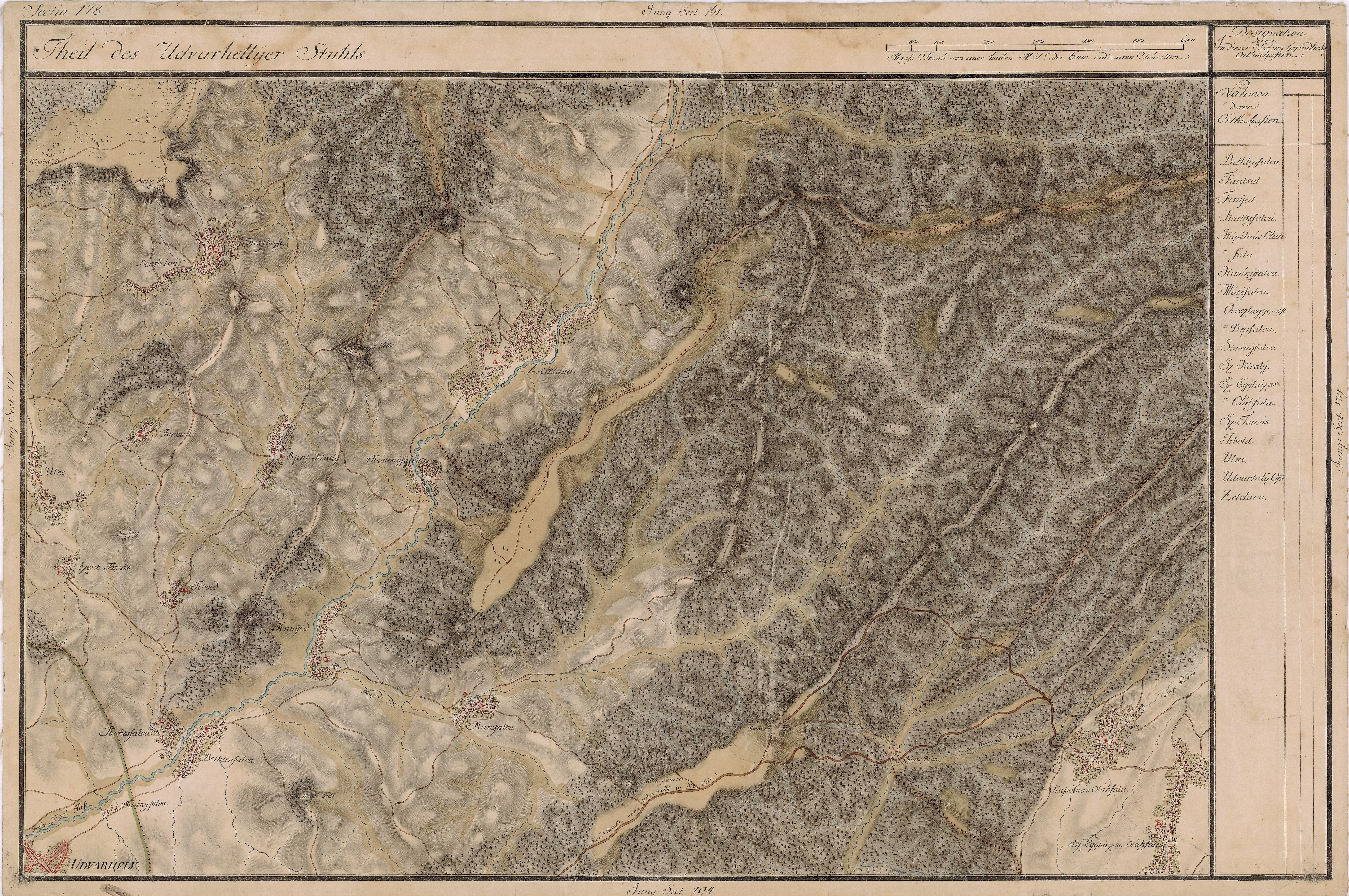
Székelybethlenfalva egy 1769-es térképen

Nevét 1504-ben Betlenfalua néven említette először oklevél. 1505-ben pedig neve az udvarhelyi székely nemzetgyűlés által választott bírák közt, Betlhenfalwa-i Péter nevében tűnt fel.
1614-ben a Bethlenfalván végzett összeíráskor itt 45 családfőt számoltak össze.
1910-ben 900 lakosából 892 fő magyar volt. A népességből 819 fő római katolikus, 50 református, 21 unitárius volt.
A trianoni békeszerződés előtt Udvarhely vármegye Udvarhelyi járásához tartozott. 1968-ban lett Székelyudvarhely része.

## Híres emberek
- Itt született 1930. június 8-án Gellért Géza könyvtárigazgató, közíró és népművelő.